# Tetrosomus concatenatus
Tetrosomus concatenatus är en fiskart som först beskrevs av Bloch 1785.  Tetrosomus concatenatus ingår i släktet Tetrosomus och familjen koffertfiskar. Inga underarter finns listade i Catalogue of Life.